# KAA Gent
Koninklijke Atletiek Associatie Gent (normalt bare kendt som KAA Gent eller KAAG) er en belgisk fodboldklub fra byen Gent i Flandern. Klubben spiller i landets bedste liga, Jupiler Pro League, og har blå og hvid som klubfarver. Klubben har hjemmebane på Ghelamco Arena siden 2013 der rummer 20.000 tilskuere. Klubben blev grundlagt helt tilbage i 1864, og har siden tre gange vundet den belgiske pokalturnering, et mesterskab og en supercup. 
KAA Gent har som kaldenavn Buffalo's efter den amerikanske cirkusejer Buffalo Bill, som besøgte byen i 1895. 
Klubben blev over to kampe besejret af Aalborg BK i intertoto turnering i 2007 med samlet 3-2 og det var hertil det eneste opgør mod en dansk klub i en europæisk turnering. Efter at klubben vandt det belgiske mesterskab i sæsonen 2014-15 overlevede KAA Gent overraskende gruppefasen i Champions League med sejre over Zenit Sankt Petersburg, Valencia og Olympique Lyonnais. Klubben blev elimineret af Vfl Wolfsburg i 1/8-finalerne.  
Den 10. oktober 2018 offentliggjorde KAA Gent, at deres nye cheftræner er Jess Thorup, der var købt fri af hans kontrakt hos FC Midtjylland. Han skrev under på en treårig kontrakt. Thorup blev fyret af Gent den 20. august 2020.

## Titler
- Mester (1): 2015

- Belgisk Pokalturnering (4): 1964, 1984, 2010 og 2022
- Supercup: 2015

## Kendte tidligere spillere
- Nicolas Lombaerts
- Dries Mertens
- Kevin De Bruyne
- Bryan Ruiz
- Marc Degryse
- Alin Stoica
- Marcin Żewłakow
- Khalilou Fadiga

## Danske spillere
- Søren Busk
- Anders Nielsen
- Jesper Jørgensen
- Nicklas Pedersen
- Andrew Hjulsager